# Peter Hurd

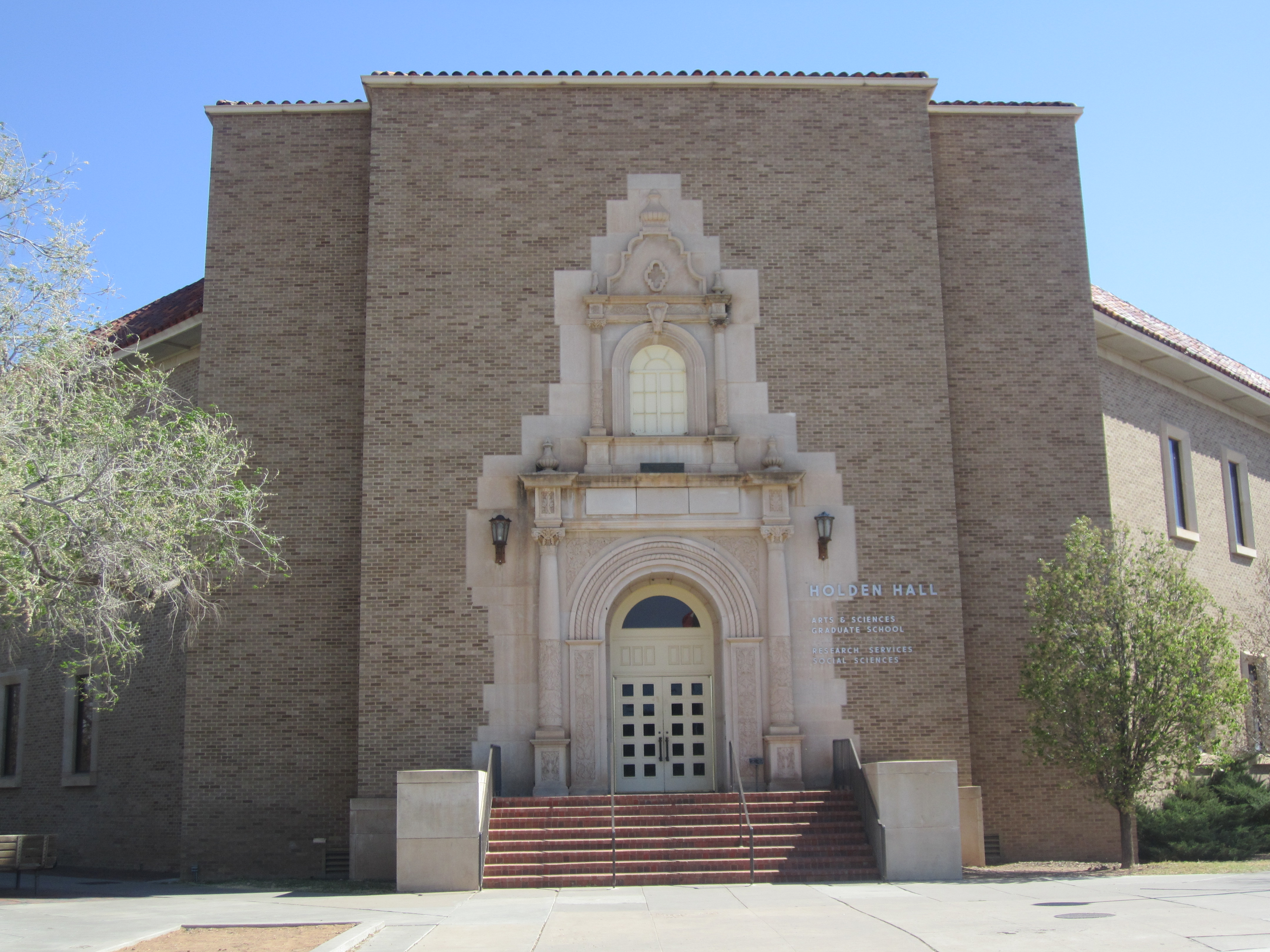
Holden Hall de la Universidad de Texas Tech. En la rotonda interior de este edificio (anteriormente, Museo del Oeste) se encuentra un ciclo de murales de Hurd sobre los pioneros del Oeste.

Peter Hurd (Roswell (Nuevo México), 22 de febrero de 1904 - Roswell, 9 de julio de 1984) fue un pintor estadounidense.

## Infancia y juventud
Su nombre original era Harold, pero sus padres le llamaron desde niño Pete y él cambió más tarde su nombre legal por el de Peter. 
En 1918 ingresó en el Instituto Militar de Nuevo México (New Mexico Military Institute). Allí hizo gran amistad con el escritor Paul Horgan. En 1921 pasó a la Academia Militar de los Estados Unidos, en West Point. Dos años después, abandonó la carrera militar para matricularse en el Haverford College de Pensilvania. 
Hurd estudió con el ilustrador N.C. Wyeth, para el que trabajó como asistente durante unos años en Chadds Ford. En 1929, se casó con la hija de Wyeth, Henriette Wyeth, quien también se dedicó al arte y posteriormente fue famosa por sus retratos y sus naturalezas muertas.

## Actividad profesional
Durante la Segunda Guerra Mundial, Hurd trabajó como corresponsal de guerra para la revista Life. 

### Murales en el Museo del Oeste de Lubbock
Entre 1953 y 1954, Hurd se instaló en Lubbock (Texas) para pintar al fresco la rotonda de lo que entonces era el Museo del Oeste y hoy es el Holden Hall de la Universidad Tecnológica de Texas. Hurd contó con la ayuda de sus discípulos Manuel Gregorio Acosta y John Meigs y de su mujer Henriette. A un ritmo de mural por semana durante dos años, las pinturas están dedicadas a los pioneros y las personalidades del Oeste de Texas. Entre los retratados en los murales se incluye al comerciante Crone W. Furr (fundador de los supermercados Furr), el periodista James Lorenzo Dow, el ganadero William E. Halsell, la filántropa Dora Nunn Roberts, el empresario de petróleo Sid W. Richardson o el médico Marvin C. Overton. En el panel titulado Los cronistas (The Chroniclers) representa a los historiadores J. Evetts Haley, William Curry Holden, Tom Lea y John A. Lomax reunidos alrededor de una fogata. El propio pintor aparece en la escena, con su bloc de dibujo en la mano.

### Música folclórica
En 1957, colaboró con la discográfica Folkways Records y editó un disco de rancheras, titulado Canciones populares españolas de Nuevo México (Spanish Folk Songs of New Mexico). En 1958, como reconocimiento a su labor cultural, fue nombrado presidente de la Comisión de Bellas Artes.

### Retratos
En 1967 se le encargó en retrato oficial del presidente de los Estados Unidos, Lyndon B. Johnson. Johnson solo posó durante una sesión, durante la cual se durmió. Hurd tuvo que recurrir a retratos fotográficos del presidente para terminar su obra, que disgustó a Johnson (llegó a exclamar que era lo más horrible que había visto nunca). El retrato no se utilizó como imagen oficial y actualmente se conserva en la Galería Nacional de Retratos del Instituto Smithsoniano en Washington.
Un retrato de Charles C. Tillinghast, Jr. fue la portada de la revista Time y formó parte en 1969 de una exposición sobre portadas de revistas en la Galería Nacional de Retratos.

## Otras obras
Pintó el mural El futuro pertenece a los que están preparados (The Future Belongs To Those Who Prepare For It) en el Prudential Building de Houston (Texas). Ante el proyecto de demolición del edificio, se consiguió salvar el fresco gracias a un benefactor de Artesia (Nuevo México), que costeó el traslado y restauración de la pintura para colocarla después en la biblioteca pública de esta localidad.